# Roman Nowoszewski
Roman Nowoszewski (ur. w 1945) – polski regionalista i działacz społeczny, z wykształcenia polonista. 
W 2007 otrzymał nagrodę im. Kierbedziów za wkład w działalność wydawniczą Biblioteki Koszykowej w Warszawie. Członek Zarządu w Towarzystwie Bibliofilów Polskich w Warszawie i Prezes Spółdzielni "Rozrywka". Od 2007 do 2015 był Prezesem Towarzystwa Przyjaciół Ziemi Błońskiej.

## Wybrane publikacje
- Bibliografia szaradziarstwa: kluby, biesiady (1981)
- Ara i jej rebusy (1985, współautor, Federacja Klubów Szaradzistów, Toruń)
- Bibliografia krzyżówki: 1885-1985 (1985, Federacja Klubów Szaradzistów, Toruń)
- Ratusz w Błoniu (1992, nakładem własnym)
- Teatr a-z (1993, wspólnie z Jerzym Marchewką)
- Bibliografia druków warszawskich towarzystw bibliofilskich: 1921-1996 (1997, ISBN 83-908065-0-9)
- Poeta i jego świat: bibliografia wszystkich osobno wydanych dzieł Wiktora Gomulickiego : 1868-1998 (1998, ISBN 83-908065-5-X)
- Varsaviana Wiktora Gomulickiego : materiały do bibliografii: 1868-1997 (1998)
- Papier jest cierpliwy: księgolubom, nie tylko żartem, dwa wiersze z okazji..., inne wierszyki (2005, ISBN 83-917416-4-8)
- W Aninie (2007)
- Aleksander Kotlewski: bibliografia (2009, ISBN 978-83-927460-0-3)